# 辣

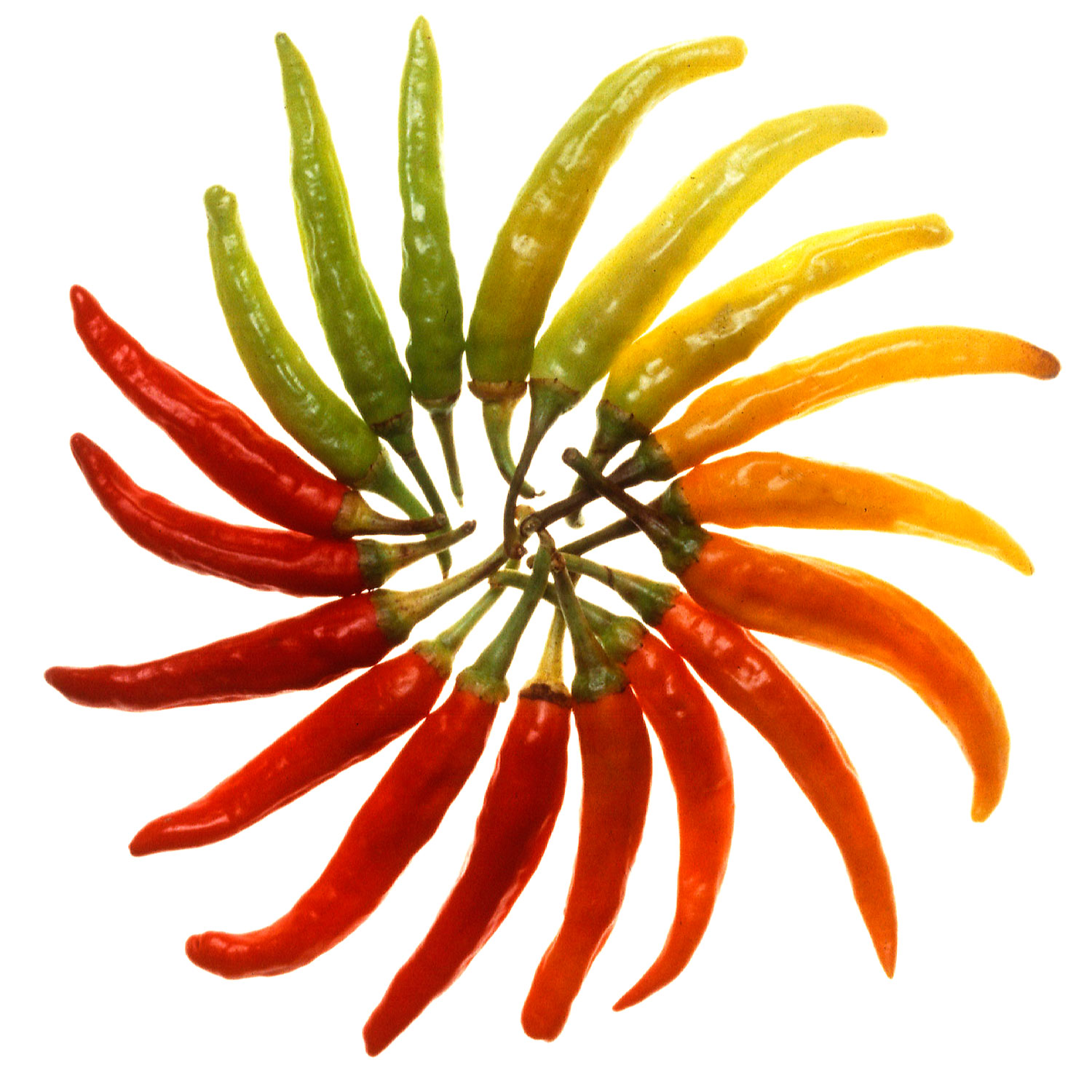
辣椒

辣，閩南語作薟（白話字：hiam ）。辣是化學物質（譬如辣椒素、薑酮等）刺激細胞，在大脑中形成了类似于灼烧的微量刺激的感覺，不是由味蕾所感受到的味觉，而是疼痛。所以其实不管是舌头还是身体的其他器官，只要有神经的地方就能感受到辣，例如胃部和肛門。
時常嘴破的人應避免吃辣。
其次，辣也可以表示一种极端刺激的感觉或感受。譬如《红楼梦》的人物王熙凤，她的绰号就叫“凤辣子”，就是形容她为人尖锐，有如辣一样给别人一种强烈的冲击感。形容一個人的惡毒則使用“狠辣”。 所以汉语中也有很多词语包含“辣”字、但和平常所说的触觉不相干的，例如泼辣、狠辣、毒辣、心狠手辣等。此外、辣也可以用來形容性感的人，例如「辣妹」。

## 嗜辣之國
- 墨西哥：墨西哥是辣椒的发源地，全球约一半辣椒都生长于墨西哥境内，食用辣椒的方法亦多不胜数，如用于腌肉、煲汤、烧烤、沙律、糖果、饮品都有。正宗的墨西哥料理，材料多以辣椒和番茄主打，味道有甜、辣和酸等，而酱汁九成以上是辣椒和番茄调制而成。单机游戏《植物大战僵尸》中的植物角色“火爆辣椒”即以墨西哥的一种名为Jalapeño的辣椒命名。
- 朝鮮半島：烧肉、泡菜、冷面等知名的韩国料理皆离不开辣酱调料，朝鲜半岛特色的辣椒酱主要由糯米粉、发酵大豆和红辣椒制成。
- 泰国：泰国料理以色香味闻名，第一大特色是酸与辣，泰国厨师喜欢用各式各样的酸辣配料如蒜头、辣椒、酸柑、鱼露、虾酱来调味。泰国朝天椒是一种极小但极辣的辣椒，是制作冬阴功（酸辣蝦汤）的常用配料。
- 马来西亚：沙爹和桑粑是马来民族的两大传统菜色。沙爹是经过烧烤烹调后搭配辣酱，桑粑则是将虾发酵后做成虾酱，拌上辣椒，放在石臼里捣碎，浇上酸橙汁使之略带药味。
- 印度：印度料理离不开咖喱粉，咖喱粉是用胡椒、姜黄和茴香等20多种香料调制而成的一种香辣调料。
- 阿根廷：烤牛肉是阿根廷的标志性菜色，阿根廷人与乌拉圭人烧烤时常搭配奇米丘里（Chimichurri）辣酱，主要成分包括切碎的香菜、蒜末、油、醋、辣椒片。
- 突尼斯：突尼斯人常以番茄和辣椒制成的哈里萨辣椒酱作为开胃菜。
- 阿富汗：由于生活非常貧困、物质十分匮乏，阿富汗人常以辣椒搭配大饼或抓饭食用而无其它配菜。

## 中国的嗜辣地区
- 四川
- 湖南
- 江西
- 湖北
- 江苏徐州
- 云南
- 贵州
- 陕南
- 重庆

## 另見
- 史高維爾指標

## 參看
1. ↑  .   [2022-07-25]. （原始内容存档于2019-07-25）.